# 越南煎餅

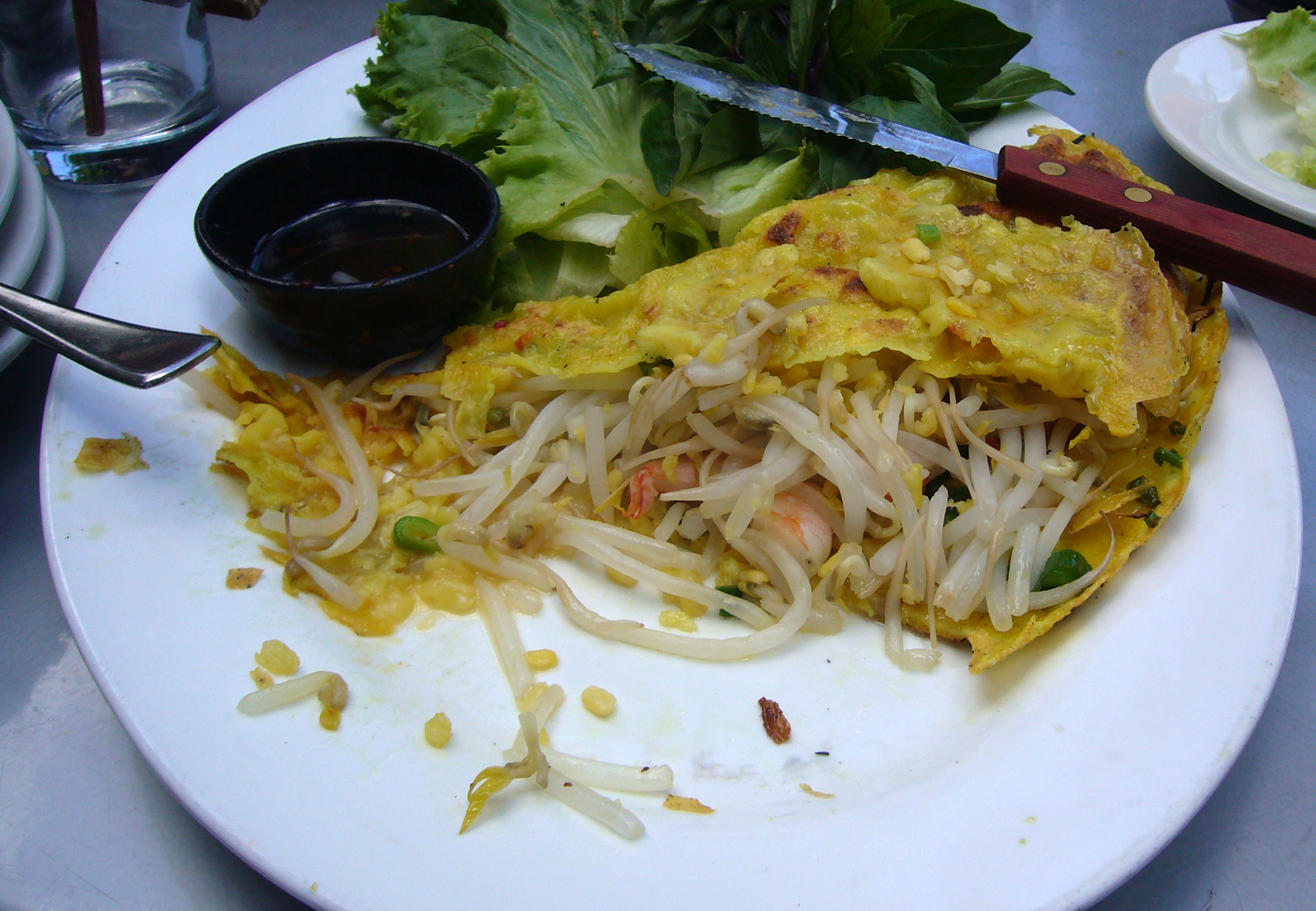
A dish partially showing its filling.

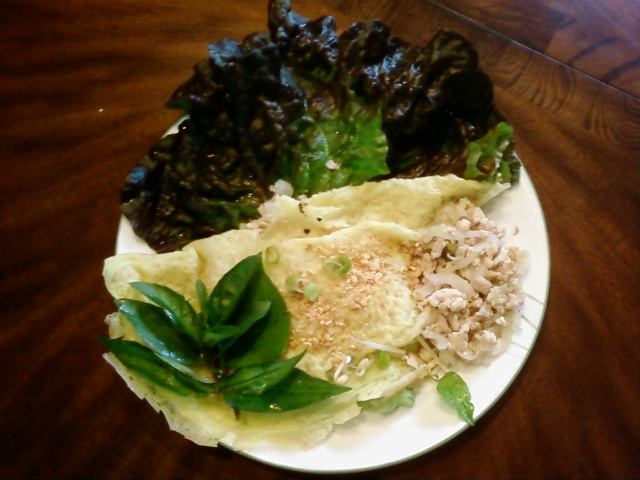
Khmer style Bánh xeo

越南煎餅(越南语：／?)是流行於越南的煎餅。Bánh本字為「餅」，xèo則是煎餅時所發出的滋滋聲，主要成份為粘米粉、水、薑黃粉，南越一帶流行加入椰漿，常見餡料為芽菜、豬肉、蝦、生菜，常配以薄荷、紫蘇等香葉同吃，醮以水蘸汁同吃。在國外，這種煎餅有時會叫成斑戟，但越南煎餅的餅皮不含雞蛋，其黃色源自薑黃粉。
煎餅在越南各地相當流行，但南、中、北部略有差異。南越的煎餅直徑往往超過15厘米，而中部則略得較小，中部煎餅亦會加入一點孜然粉。